# Köveskő
Köveskő (1899-ig Kamenicsán, szlovákul Kameničany) község Szlovákiában, a Trencséni kerületben, az Illavai járásban.

## Fekvése
Illavától 7 km-re nyugatra, a Vág jobb oldalán fekszik.

## Története
1193-ban III. Béla adománylevelében „Kemenchen” néven említik először, amikor a király a Bizánc elleni harcokban tett hűséges szolgálataikért híveinek: Vratislavnak és Sztoiszlavnak adja. Később az esztergomi keresztesek birtoka. 1353-től a helyi nemes Köveskői család tulajdona. Egykor a faluban magas torony állt, ahonnan az ellenség közeledtét jelezték. A Kút utcában a trinitárius rend kolostora állt. 1379-ben „Kameniczan”, 1467-ben „Kamenichan” alakban említik a korabeli források. A 15. és 18. század közötti időben több nemesi család, az Urbanovszky, Hrabovszky, Marszovszky és Nozdroviczky családok osztoztak birtokán. 1598-ban 33 ház állt a faluban. A 18. századtól az oroszlánkői váruradalom részeként a porosz Königseg grófok birtoka. 1720-ban 18 adózója volt, közülük 15 zsellércsalád. 1784-ben 55 házában 63 családban 368 lakos élt.
A 18. század végén Vályi András így ír róla: „KAMENICZÁN. Kamenitze. Tót falu Trentsén Várm. földes Ura Nozdrovitzky, és más Urak, lakosai katolikusok, fekszik Illavával által ellenben, Bolesovnak filiája, földgye termékeny, legelője, fája elég van.”
1828-ban 44 háza és 484 lakosa volt. Lakói a mezőgazdaságból és alkalmi munkákból, főként a 20. században itt tulajdont szerzett Frangl és Schlezinger család birtokain végzett napszámos munkákból éltek.
Fényes Elek 1851-ben kiadott geográfiai szótárában így ír a faluról: „Kamenicsán, tót falu, Trencsén vmegyében, a Vágh jobb partján: 345 kath., 33 zsidó lak. Határja termékeny; kevés, de jó rét és legelő. F. u. többen. Ut. p. Trencsén.”
A trianoni békéig Trencsén vármegye Puhói járásához tartozott.

## Népessége
| Év:            | 1994. | 2004.   | 2014.    | 2024.   |
| -------------- | ----- | ------- | -------- | ------- |
| Emberek száma: | 445   | 466     | 540      | 550     |
| Eltérés:       |       | +4,71 % | +15,87 % | +1,85 % |

| Év:            | 2023. | 2024.   |
| -------------- | ----- | ------- |
| Emberek száma: | 551   | 550     |
| Eltérés:       |       | -0,18 % |

1910-ben 320, túlnyomórészt szlovák anyanyelvű lakosa volt.
2001-ben 458 lakosából 457 szlovák volt.
2011-ben 518 lakosából 494 szlovák volt.
2021-ben 563 lakosából 555 szlovák, 2 (+3) egyéb és 6 ismeretlen nemzetiségű volt.

## Nevezetességei
- Szent Cirill és Metód tiszteletére szentelt római katolikus kápolnája az 1960-as években épült.
- A község közepén egy 450 éves öreg hársfa áll.

## Külső hivatkozások
- Községinfó
- Köveskő Szlovákia térképén
- A község a kistérség honlapján
- A község a bolesói plébánia honlapján
- E-obce.sk Archiválva 2008. március 27-i dátummal a Wayback Machine-ben